# Municipio de Manchester (Arkansas)
El municipio de Manchester (en inglés: Manchester Township) es un municipio ubicado en el condado de Dallas en el estado estadounidense de Arkansas. En el año 2010 tenía una población de 415 habitantes y una densidad poblacional de 2,81 personas por km².

## Geografía
El municipio de Manchester se encuentra ubicado en las coordenadas 34°1′18″N 92°51′44″O / 34.02167, -92.86222. Según la Oficina del Censo de los Estados Unidos, el municipio tiene una superficie total de 147.81 km², de la cual 147,36 km² corresponden a tierra firme y (0,3 %) 0,45 km² es agua.

## Demografía
Según el censo de 2010, había 415 personas residiendo en el municipio de Manchester. La densidad de población era de 2,81 hab./km². De los 415 habitantes, el municipio de Manchester estaba compuesto por el 53,73 % blancos, el 41,93 % eran afroamericanos, el 0,96 % eran amerindios, el 1,69 % eran de otras razas y el 1,69 % eran de una mezcla de razas. Del total de la población el 2,89 % eran hispanos o latinos de cualquier raza.